# Друм (тютюн)
Друм е марка на фино нарязан висококачествен тютюн за ръчно свиване. Той първоначално е бил произведен и разпространяван от корпорацията Douwe Egberts.
Впоследствие Douwe Egberts е закупен от Sara Lee Corporation, която продава Drum на Imperial Tobacco. Drum original в синя опаковка (Halfzware Shag) обикновено е комбинация от тъмно Кентъки, Бърлей и светли селектирани тютюни Вирджиния. Това е най-продавания тютюн за ръчно свиване в редица държави като САЩ, Холандия, Испания, Италия, Франция, Гърция и други. Imperial Tobacco произвежда също Drum в жълта опаковка – злато (Drum gold) или блонд (Drum blond), отличаващи се с по-слаб и лек вкус. От 26 април 2012 „Импириъл Табако България“ пуска на българския пазар Drum original Halfzware Shag в пакет 40 грама и Drum blond в пакет 25 грама.

## Европейски бленд
| Тютюн                | Подбран | Оригинал | Светло син | Голд&Блонд |
| -------------------- | ------- | -------- | ---------- | ---------- |
| тъмно Кентъки        | ******  | *****-   | **----     | *-----     |
| светла Вирджиния     | ******  | *****-   | *****-     | ****--     |
| Бърлей & Ориенталски | ------  | ------   | ***---     | ****--     |

## Продукти
- Drum Halfzware Shag или Drum Original: в опаковка 40 гр., halfzware означава „средно силен“. Това е смес от тъмно Кентъки и светла Вирджиния. Естествен плътен аромат. Най-продавания артикул на Drum.
- Drum Bright Blue или „светлосин“: Това е смес от малка част тъмно Кентъки, в по-голямата си част светла Вирджиния с малка доза Бърлей & Ориенталски, придавайки качествен аромат на този вид смес. Опаковка 40 гр.
- Drum Yellow, Drum Gold или Drum blond: минимално съдържание на тъмно Кентъки с равномерна смес от светла Вирджиния и Бърлей & Ориенталски. По-ароматизиран в сравнение с другите продукти. Опаковка 40 гр.
- Drum White или „бял“: Минимално съдържание на светла Вирджиния остатъка е Бърлей & Ориенталски. Най-лекия тип тютюн от всички артикули. Опаковка 40 гр.
- Drum 100% Tobacco: 100 % натурален продукт, без добавки. Опаковка 25 гр.
- Drum Silver или „сив“: смес близка по съдържание и вкус на White.
- Drum Menthol: смес с ментолов аромат.

## По света
Друм е световния лидер и най-продаван бранд по света.. Преди Sara Lee да продаде Друм и Van Nelle на Imperial tobacco, основните фабрики за производство на Друм са били в Drachten и Joure. Фабрика в Драхтен е затворена веднага след преминаването към Imperial tobacco през 1989 г. и е било решено по-нататъшно произвеждане и интегриране на производството в рамките на Douwe Egberts / Van Nelle (DEVN), който също има производствени съоръжения в близкия Joure (30 км) и Meppel (60 km).
Imperial tobacco инвестира 22 милиона гулдена (€ 10 млн.) в нови машини за оставащите места. Тютюн Друм се произвежда и извън Нидерландия в няколко фабрики на Imperial Tobacco.